# A Fővárosi Állat- és Növénykert Nagysziklája
A Nagyszikla a budapesti Fővárosi Állat- és Növénykert egyik mesterségesen kialakított létesítménye. 1909–1912 között épült Benke Gyula szobrászművész és Végh Gyula építőmérnök tervei alapján, jelenkori állapotát – amelyben a belső terének egy része is ismeretterjesztési célokat szolgál – a 2006–2012 közti, több lépcsős felújítása és bővítése eredményeként nyerte el.

## Története
A 20. század elején Urs Eggenschwyler szobrászművész vetette fel a mesterséges sziklahegyek építésének gondolatát. Terveit az 1907-ben megnyíló hamburgi Hagenbeck Állatparkban tudta megvalósítani. Ennek nyomán indult el a budapesti állatkert sziklahegyeinek építése, amelynek célja a létesítmény területének tagolása, illetve a bemutatott állatok ketrecek helyett természetes eszközökkel (sziklák, száraz- és vizesárkok segítségével) történő elválasztása volt.
A Nagysziklát és a Kissziklát is Végh Gyula mérnök és Benke Gyula szobrász alakította ki 1909–1912 között; közreműködtek továbbá a kialakításban a Magyar Királyi Földtani Intézet munkatársai is, illetve feltehetően részt vett a folyamatokban Josef Botti elzászi szobrászművész is. Mintául a terveik elkészítéséhez egy erdélyi hegycsúcs, Hargita megye keleti részén emelkedő Egyes-kő szolgált, a tervezők ezzel lényegében az állatkert korabeli kinézetéhez igazodtak, hiszen a Kós Károly és Zrumeczky Dezső tervezte állatkerti épületek is az erdélyi szecesszió stílusában valósultak meg.
A szerkezetet vasbeton gerendák tartják, burkolása cementbeton. Belsejében állattartó helyek találhatóak, illetve egy víztorony is helyet kapott itt. Megjelenése természetes kőzeteket imitál: az alsó rész a Karszt-hegység szürke mészkövére, míg a csúcsrész afféle dolomitsisakra hasonlít. Ez ma a három (a Kissziklával együtt négy) ilyen típusú európai látványosság közül a legtermészetesebb, maga mögé utasítva a hamburgit és a párizsi Parc Zoologique de Vincennes műhegyét.[forrás?]
A Nagyszikla hatalmas kerületén több kifutó létesült, amelyek a létesítésük óta eltelt időszak alatt számos állatnak adtak otthont. Éltek itt oroszlánok, pumák, különféle medvék, galléros páviánok, sörényes juhok, jaguarundik, kárpáti hiúzok, illetve csíkos hiéna és fehérfejű rétisas is. Az oldalában működött a Természet ékszerei kiállítás megnyitásáig a hüllőház.

### Vivárium
1974. november 2-án a szikla déli oldalán egy belső, felette pedig egy kisebb külső kiállítóhelyet nyitottak, rovarok és egyéb ízeltlábúak bemutatása céljára, ez kapta a Vivárium vagy Rovarház elnevezést. Terveit Szalkay József építész programja alapján a Budapesti Műszaki Egyetem Ipari és Mezőgazdasági Épülettervezési Tanszéke készítette. A létesítmény bő három évtizeden át üzemelt és 2005. május 15-én zárt be véglegesen. Helyén 2012 óta a Varázshegy nevű, akkor átadott új bemutatóhely egyik bejárata van.

## Felújítása
Az évek során több alkalommal megsérült, de rengeteg pénzt igénylő felújítása és bővítése csak 2006-ban kezdődhetett meg. Ennek első nagy szakasza 2008-ban zárult le, eredményeképpen 2008. április 29. őta újra bejárhatók a Nagyszikla sétaútjai, ahonnan számos új kifutót tekinthet meg a nagyközönség. Ugyancsak 2008-tól a szikla új szurdok-kifutóiban olyan fajok kaptak helyet, mint: berber makákó, sörényes juhok, ázsiai vadkutyák, barna medvék, vörös macskamedvék. A sziklát összekötötték az emberszabásúak házával, ezek között pedig új gorillakifutót alakítottak ki.
2012. május 24-én a Nagyszikla belsejében megnyitották a Varázshegy nevezetű kiállítóegyüttest. Itt ízeltlábúak terráriumait és tengeri állatok akváriumait helyezték el, illetve a földtörténeti korokat, és állatok modelljeit bemutató kiállítások nyíltak. Érdekesség, hogy az 1910-es években maga Lendl Adolf igazgató is egy múzeumot szeretett volna kialakítani a szikla belsejében, ám elgondolása csak 100 évvel később valósulhatott meg.

### Tejcsarnok
2008-ra visszaépítették a szikla oldalában korábban állt Tejcsarnok épületét is.